# Zeche Vereinigte Rheinelbe & Alma
Die Zeche Vereinigte Rheinelbe & Alma war ein Steinkohlen-Bergwerk in Gelsenkirchen.

## Geschichte
Nach Gründung der Gelsenkirchener Bergwerks-AG im Jahre 1877 erwarb diese Gesellschaft die bis dahin selbstständigen Gewerkschaften der Zeche Rheinelbe und der Zeche Alma und konsolidierte sie.
Ab 1878 wurde die Zeche als Vereinigte Rheinelbe & Alma geführt. Die Schachtanlagen wurden als getrennte Förderanlagen mit gemeinsamer Werksdirektion geführt. Die neue Betriebsgesellschaft begann nun mit dem umfangreichen Ausbau des Bergwerkes. Die Schächte Rheinelbe 1 und 2 wurden wieder in Betrieb genommen und mit eisernen Fördergerüsten ausgestattet.
Ab 1880 wurde bei der Schachtanlage Alma 1/2 eine Kokerei betrieben. 1895 bis 1898 wurde östlich von der Schachtanlage Rheinelbe 1/2 der Schacht Rheinelbe 3 niedergebracht. Dieser wurde 1903 als Förderanlage ausgebaut und mit einem speziellen rechtwinklig versetzen Doppelstrebengerüst ausgestattet. 1898 bis 1899 wurde im Nordostfeld der Schacht Alma 3 niedergebracht.
Nachfolgend wurden folgende Schachtanlagen errichtet:
Für Rheinelbe:
- von 1894 bis 1915 im Ostfeld der Wetterschacht Rheinelbe 4 (1901 in Schacht 5 umbenannt)[1]
- von 1901 bis 1909 der neue Wetterschacht Rheinelbe 4[2]
- von 1907 bis 1909 Schacht Rheinelbe 6 als Wetterschacht neben der Förderanlage Rheinelbe 1/2. Nach dessen Fertigstellung wurden die Fördergerüste der Schächte 1 und 2 erneuert.

Für Alma:
- von 1905 bis 1907 im Nordwestbereich des Grubenfeldes der Schacht Alma 4 als Spülschacht.[3]
- von 1907 bis 1911 neben Schacht Alma 1/2 der neue Schacht Alma 5, der als Hauptförderschacht eingerichtet wurde

1913 wurde neben Schacht Rheinelbe 4 eine Anlage zur Wiederverwertung von Hochofenschlacke als Baumaterial eingerichtet.
Die Kokerei Alma 1/2/5 wurde zur Zentralkokerei ausgebaut.

## Stilllegung
Trotz der großen Menge an Schächten war die Zeche nicht in der Lage, eine Fördermenge von 900.000 Tonnen jährlich zu überschreiten. Daher beschlossen die Eigentümer der Gelsenkirchener Bergwerks-AG (GBAG) 1926 eine Verwendung der Schächte dieser Zeche nach den neuen Konzernstrukturen der Vereinigte Stahlwerke AG. Die Zentralkokerei Alma wurde grunderneuert und blieb für die Verkokung von Kohlen benachbarter Zechen der GBAG in Betrieb und wurde erst 1963 stillgelegt.
Die Förderung auf Rheinelbe 1/2/6 wurde 1928 eingestellt, die auf Rheinelbe 3 schon 1926 und die auf Alma 1/2/5 im Jahre 1931 und ein Verbundbergwerk mit der Zeche Holland in Wattenscheid gebildet, welches auch den Namen Holland-Rheinelbe-Alma trug. In den frühen 30er Jahren wurde das Grubenfeld Rheinelbe / Alma aufgeteilt: 1932 erfolgte die Abgabe des (nördlichen) Baufeldes Alma an die Zeche Pluto in Wanne-Eickel, gefolgt von der Abgabe des (südlichen) Baufeldes Rheinelbe an die Zeche Holland im Jahre 1933. Die Schächte wurden zunächst alle offengehalten und als Außenanlagen o. g. Schachtanlagen weitergeführt.